# Поясківський заказник
Пояскі́вський зака́зник — лісовий заказник загальнодержавного значення в Україні. Розташований в Олевському районі Житомирської області, на північ від села Пояски (звідси й назва).
Площа 113 га. Оголошений об'єктом природно-заповідного фонду України Постановою ради міністрів УРСР від 28 жовтня 1974 року. Перебуває у віданні ДП «Білокоровицьке ЛГ» (Поясківське лісництво, кв. 12).
Статус присвоєно з метою охорони та збереження в природному стані цінних вікових деревостанів дуба, сосни і берези, виділених всеукраїнським управлінням лісами в 1926 році для наукових цілей, зокрема вивчення природного росту лісу без втручання людини.
Ліси багаті на лісові ягоди, тут зростає чорниця, брусниця, журавлина, малина, ожина. Багато грибів, зокрема білих грибів. Трапляються також рідкісні види рослин, наприклад булатка червона, занесена до Червоної книги України.
Тваринний світ характерний для Полісся.
На території заказника спостерігаються численні виходи на поверхню гранітів Українського щита.

## Наслідки видобутку бурштину в Поясківському заказнику
З 2015 року активно вівся видобуток бурштину на території заказника. Це призвело до знищення лісу на певних площах: великі ділянки були перекопані, у тому числі бульдозерами та іншою гусеничною технікою.

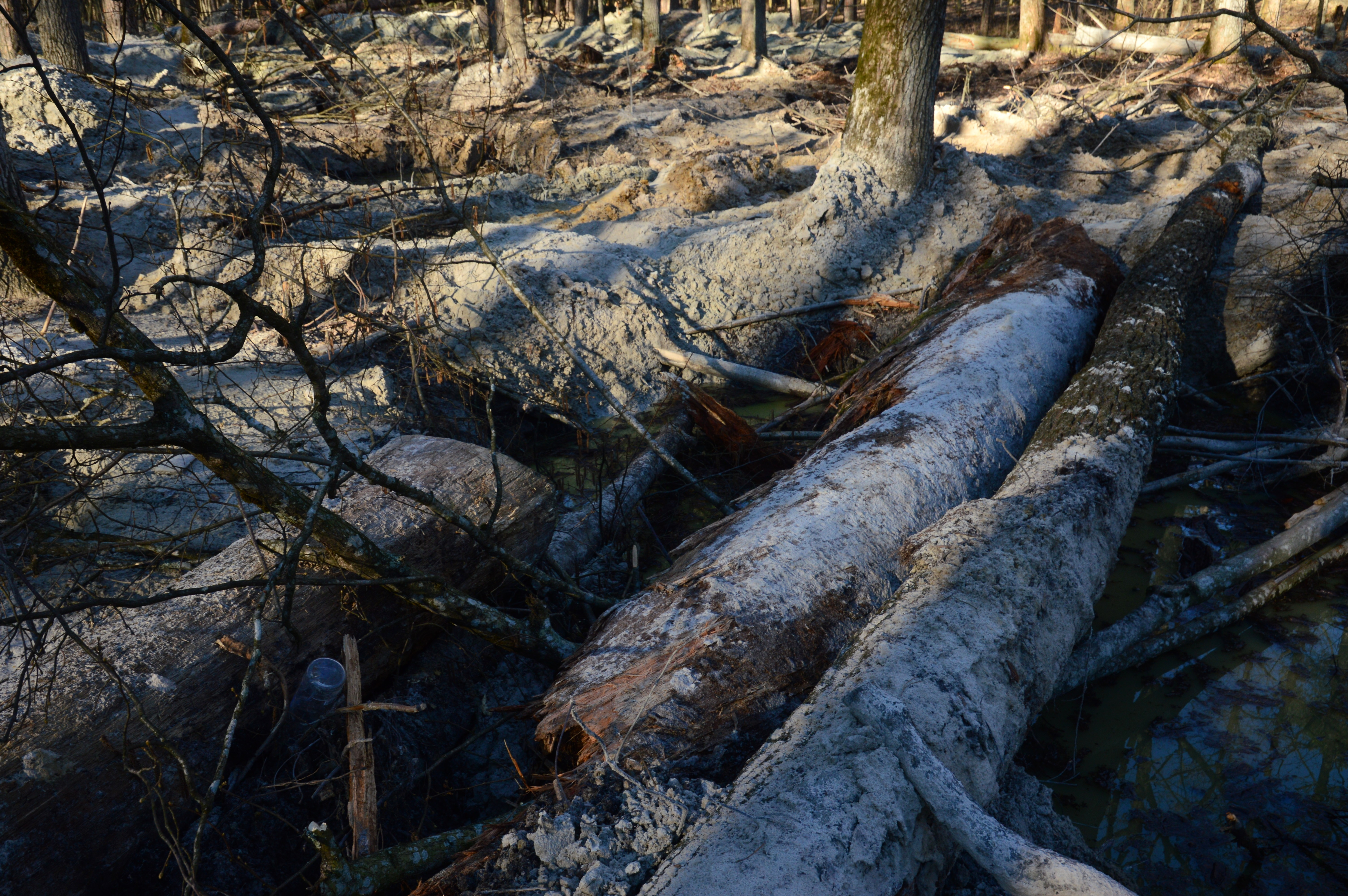
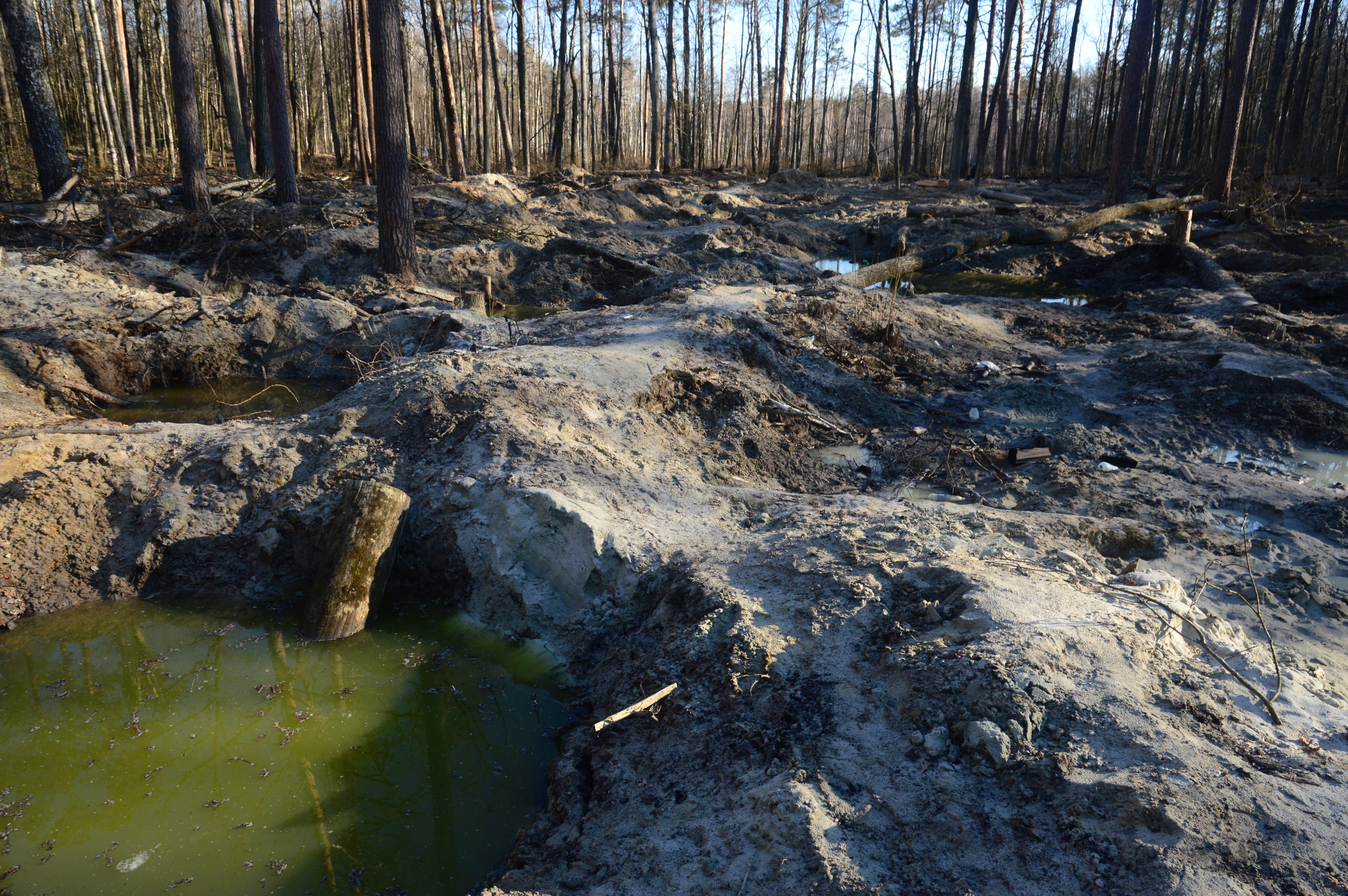
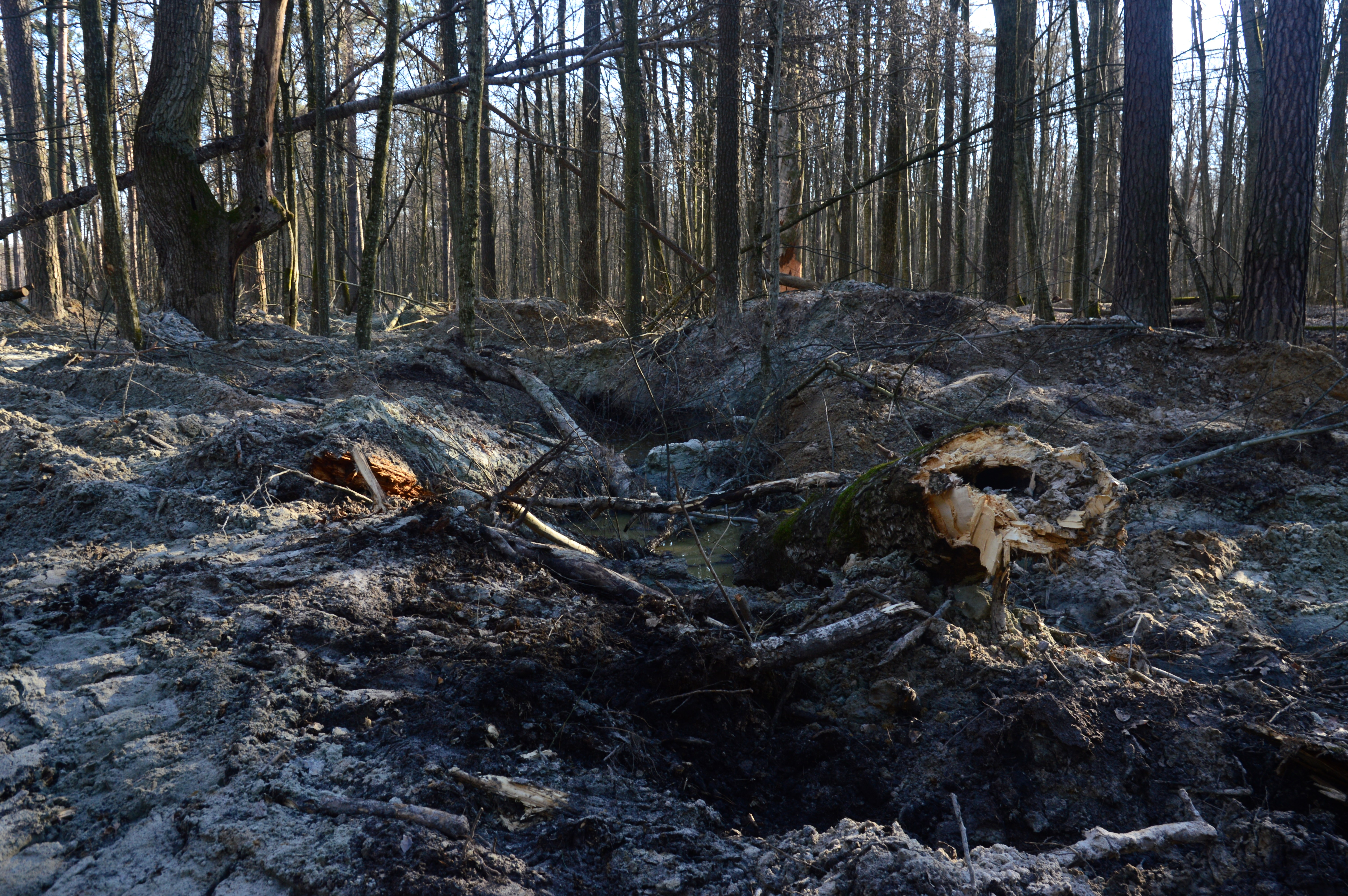